# Makaronezija
Makaronezija je skupina od pet otočja u Atlantskom oceanu na zapadnoj afričkoj obali. Naziv Makaronezija je složenica od grčkih riječi »makar«, što znači »sreća«, i »nisoi«, što znači »otoci« ili »blagoslovljeni otoci«. Stari Grci su s tim imenom imenovali otoke zapadno od Gibraltarskog tjesnaca.
Otočja su vulkanskoga nastanka tj. rezultat su djelovanja geoloških vrućih točki. Zbog odvojenosti od kopna, otoci imaju jedinstvenu biološku raznovrsnost.
Makaronezija se sastoji od pet otočja:
- Azorski otoci, (Portugal)
- Madeira, (Portugal)
- Kanarski otoci, (Španjolska)
- Zelenortski otoci, (Zelenortska Republika)
- otočje Salvages, (Portugal)

Klima Makaronezije seže od subtropske do tropske klime. Portugalski Azori i Madeira imaju hladniju klimu i više padalina od španjolskih Kanarskih otoka, te Zelenortskih otoka.

## Vanjske poveznice
- Makaronezija - geologija,biogeografija i paleoekologija (šp.)